# Das Paradies im Schnee
Das Paradies im Schnee ist ein deutsch-schweizerischer Stummfilm aus dem Jahre 1923 von Georg Jacoby mit Bruno Kastner in der Hauptrolle.

## Handlung
St. Moritz im Wintersportgebiet in der Schweiz. Als der Profiskifahrer Edwin und die junge Konstanze erfahren, dass der von ihnen erwartete Zug mitten in einer Schneewehe stecken geblieben ist, schnallen sich beide die Ski unter die Füße, um der Eisenbahn entgegen zu fahren. Während Konstanze eigentlich ihren Vetter Bob vom Bahnhof abholen wollte, erwartete Edwin seine Verlobte Mara Andersen. Doch ehe man den Haltepunkt der Bahn erreicht, ist selbige bereits wieder in Gang gekommen und strebt der Endstation entgegen. Als Mara erfährt, dass Edwin anstatt sie abzuholen mit Konstanze durch den Schnee flitzt, glaubt sie sofort, dass er sie mit der fremden Frau betrügt. Doch Edwin kann bei seiner Rückkehr im Wintersportparadies all ihre bösen Vorahnungen rasch zerstreuen. Konstanze hingegen ist nun auf den Geschmack gekommen und versucht Edwin während eines Skimanövers, der sog. Fuchsjagd, tatsächlich zu verführen. Prompt kommt nun auch Mara hinzu und überrascht die beiden in einer missverständlichen Position. In einer Mischung aus Wut und Schock rennt die junge Frau davon und plumpst prompt in ein Schneeloch.
Da taucht plötzlich der elegante Morris, ein Mann mittleren Alters, auf, der schon seit geraumer Zeit ein Auge auf Konstanze geworfen hat. Er befreit Mara aus ihrer misslichen Lage und bringt sie ins Dorf zurück. Was Konstanze kann, kann ich auch, denkt sich Mara, und beginnt nunmehr Morris zu instrumentalisieren, in der Hoffnung an seiner Seite ihren Verlobten Edwin ein wenig eifersüchtig zu machen. Als mehrere Wintersportgäste einen Ausflug ins schneebedeckte Gebirge machen, geraten sich prompt Morris und Edwin in die Haare. Dabei verliert Morris den Halt und rutscht in eine Gletscherspalte hinab. Edwin kümmert sich nicht um den Verletzten und gibt sich, wieder im Tal, dem Fasnachtstrubel hin. Schließlich zwickt ihn doch noch das Gewissen, und er gesteht Mara, dass er Edwin hilflos zurückgelassen habe. Konstanze, die bei Edwin nicht landen konnte, bekommt dies mit, geht daraufhin zur Polizei und verpetzt den Übeltäter. Doch plötzlich taucht Morris wieder auf – gesund und munter. Konstanze umarmt ihn stürmisch, und beide Paare machen in Lugano ihren Frieden miteinander.

## Produktionsnotizen
Das Paradies im Schnee entstand von März bis April 1923 an den Schweizer Außendrehorten in St. Moritz und Lugano. Die Studioaufnahmen wurden in Berlin angefertigt. Der Fünfakter mit einer Länge von 2461 (in der Schweiz: 2575 Meter) passierte die Filmzensur am 20. August 1923 und wurde im darauf folgenden Monat in Berlin aufgeführt. Die erste Schweizer Aufführung fand am 5. September 1923 statt, die Wiener Premiere war zwei Tage darauf.
Die gerade einmal knapp 18-jährige Elga Brink, später zeitweise Lebensgefährtin des Regisseurs Jacoby, spielte hier ihre erste Filmhauptrolle. Die Filmbauten entwarf Ludwig Kainer, die Aufnahmeleitung übernahm Bruno Lopinski. Elsa Herzog zeichnete für die Kostümgestaltung verantwortlich. Der Schweizer Robert Freckmann und der Böhme Max Schneider arbeiteten als Vor-Ort-Kameraleute Chefkameramann Curt Courant zu.

## Kritik
Paimann’s Filmlisten resümierte: „Die Hauptstärke dieses Films bilden die schönen Wintersportszenen, deren photographische Durchführung als sehr gut bezeichnet werden kann. Das Gleiche gilt von den Atelieraufnahmen. Das Sujet ist etwas harmlos und arm an Konflikten, ansonst aber recht ansprechend, die Darstellung befriedigt.“

„…in jeder Hinsicht geistlos...“